# Kindertaufe

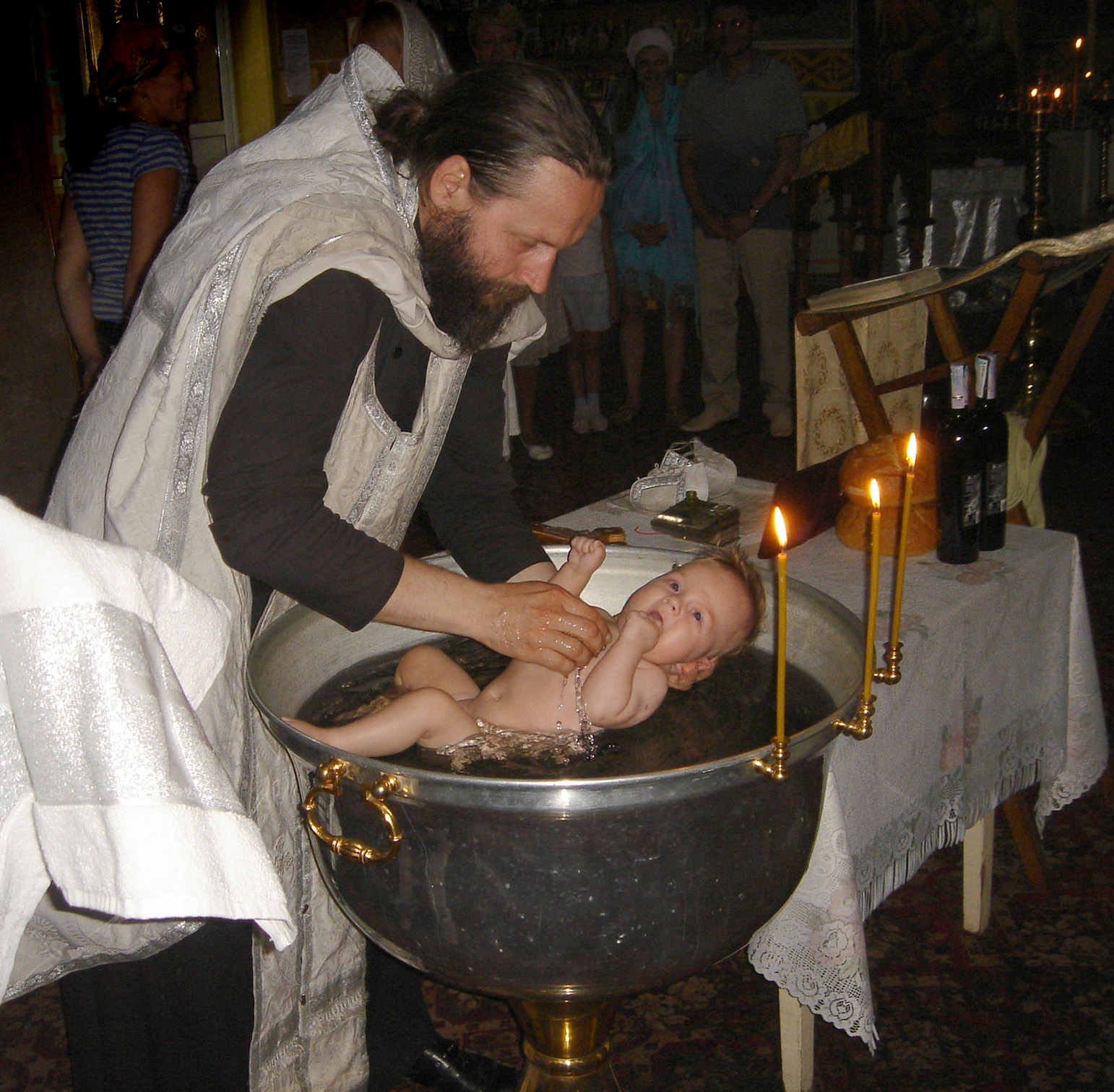
Taufe eines Kleinkinds nach orthodoxem Ritus

Als Kindertaufe oder Säuglingstaufe wird in Deutschland die Taufe von religionsunmündigen Personen bezeichnet. Sie ist in der weltweiten Christenheit seit dem 5. und 6. Jahrhundert die vorherrschende Taufe und wird in Deutschland von den Volkskirchen und in einigen Freikirchen praktiziert. Die Mehrheit der taufgesinnten Kirchengemeinschaften erkennt Kindertaufen nicht an und praktiziert die sogenannte Gläubigentaufe.

## Hintergrund

### Neutestamentliche Texte und deren kontroverse Auslegung
Im Neuen Testament fehlt eine ausgeführte Lehre von der Taufe. Deshalb wird auch nirgendwo die Frage erörtert, ob Kinder getauft werden sollen oder nicht. Außerdem wird die Taufe eines Kindes nicht ausdrücklich erwähnt; es ist vielmehr eindeutig zu sagen: Berichte über den Vollzug der Kindertaufe liegen nicht vor. Allerdings finden sich Passagen, die so verstanden werden können, dass schon in neutestamentlicher Zeit bei der Taufe ganzer Familien auch unmündige Kinder getauft wurden.
Markus 10,13–16 „Da brachte man Kinder zu ihm, damit er ihnen die Hände auflegte. Die Jünger aber wiesen die Leute schroff ab. Als Jesus das sah, wurde er unwillig und sagte zu ihnen: Lasst die Kinder zu mir kommen; hindert sie nicht daran! Denn Menschen wie ihnen gehört das Reich Gottes. Amen, das sage ich euch: Wer das Reich Gottes nicht so annimmt wie ein Kind, der wird nicht hineinkommen. Und er nahm die Kinder in seine Arme; dann legte er ihnen die Hände auf und segnete sie.“
Dies wird von manchen als Aufruf dazu verstanden, auch Kinder und solche, die Kindern intellektuell ähnlich sind, vollgültig an der Gemeinschaft der Christen teilhaben zu lassen. Die Gemeinde ist nach Paulus Leib Christi (vgl. Röm 12,5 ). Mit der Taufe werden Menschen durch den Heiligen Geist ein Glied dieses Leibes ((1 Kor 12,13 ): „Durch den einen Geist wurden wir in der Taufe alle in einen einzigen Leib aufgenommen“.) Deshalb sollten, nach Meinung der Befürworter der Kindertaufe, auch schon Kinder in diesen „hineingetauft“ werden.
Gegner der Kindertaufe weisen darauf hin, dass in diesem Text keine Aussage zur Taufe getroffen wird. Daher schließen manche aus der Aussage „solchen gehört das Himmelreich“, dass Kindern auch ohne Taufe das Heil offen stehe, und sie deshalb keine Taufe zum Heil brauchten.
Auf der anderen Seite verweisen sie auf die vielen Bibelstellen, in denen der Glaube an Jesus Christus als Voraussetzung für die Rettung genannt wird (z. B. Joh 1,12 , Joh 3,16 , Apg 16,31 , Röm 10,9 , Gal 2,16 , Gal 3,26 , Eph 2,8 , Phil 3,9 ). Die Gegner der Kindertaufe gehen davon aus, dass Säuglinge noch nicht an Jesus Christus glauben (Röm 10,14 ).
Johannes 3,5 „Jesus antwortete: Amen, amen, ich sage dir: Wenn jemand nicht aus Wasser und Geist geboren wird, kann er nicht in das Reich Gottes kommen.“
Die Argumentation für die Heilsnotwendigkeit der Taufe, wie sie insbesondere im Augsburger Bekenntnis und in der katholischen Lehre anzutreffen ist, verweist hauptsächlich auf die Bibelstellen Johannes 3,5  und Galater 3,26f . Es wird argumentiert, dass der Glaube eines Menschen allein keine Erlangung des Heiles bringe. Das Heil sei nur durch die Taufe zu erlangen. Eine Ablehnung der Taufe bedeutet nach diesem Verständnis gleichzeitig die Ablehnung von Gottes Heilshandeln und damit Lästerung seines Geistes (vgl. Lukas 12,10 ).
Diese Sichtweise wird nach Ansicht der Gegner der Kindertaufe durch die Aussage Jesu in Lukas 23,43  widerlegt. Hier gibt Jesus einem mit ihm gekreuzigten die Zusage, dass er noch am selben Tag mit ihm im Paradies sein würde. Da der Gekreuzigte nicht mehr getauft werden konnte, widerspricht diese Aussage Jesu der Heilsnotwendigkeit der Taufe.
Gegner der Kindertaufe verweisen zudem auf den Römerbrief 4,5 . Danach sei bereits der Glaube allein hinreichend für das Heil, ohne dass dafür irgendwelche Handlungen vollzogen werden müssten. Außerdem gehen sie davon aus, dass mit der Neugeburt aus „Wasser und Geist“ ein Hendiadyoin (doppelter Ausdruck für ein und dieselbe Sache) für den Geist gegeben sei (vgl. 7,38f ), bzw. das Wort Gottes gemeint sei, da auch an anderen Stellen „Wasser“ als Symbol für das Wort Gottes gebraucht werde (vgl. Eph 5,26 ).
Apostelgeschichte 16,15 ; 16,30–34 ; 18,8  und 1. Korintherbrief 1,16 Es werden einzelne Personen mit „ihrem Haus“ getauft oder mit „all ihren Angehörigen“ (Apg 16,33 ).
Siehe auch Haustaufen im Neuen Testament.
Das Haus eines Menschen wird im AT stellvertretend für die Familie und das Gesinde gebraucht. Deswegen sehen Befürworter der Kindertaufe darin eine Rechtfertigung der Kindertaufe durch das Beispiel der Apostel.
Die Befürworter gehen davon aus, dass Kinder durch diese Formulierung mit umfasst seien. Gegner verweisen darauf, dass Kinder nicht ausdrücklich erwähnt werden; und selbst wenn Kleinkinder zu jenen Familien gehörten, so hätten wir dennoch keinen Anhaltspunkt dafür, dass sie getauft wurden. Die Formulierung „er ließ sich taufen mit seinem ganzen Haus“ sei auch kein Beweis, denn im AT wird mitunter vom „ganzen Haus“ gesprochen, obwohl nur ein Teil der Familie gemeint war (1.Samuel 1,21: eine der beiden Frauen und der neugeborene Samuel blieben zu Hause). Jedenfalls, was so eine wichtige Praxis wie die Kindertaufe betrifft, halten die Gegner ein deutliches Vorbild in der Bibel für wichtig. Ein solches existiere aber bei der Kindertaufe nicht.
Missionsauftrag in Matthäus 28,16–20 

„Die elf Jünger gingen nach Galiläa auf den Berg, den Jesus ihnen genannt hatte. Und als sie Jesus sahen, fielen sie vor ihm nieder. Einige aber hatten Zweifel. Da trat Jesus auf sie zu und sagte zu ihnen: Mir ist alle Macht gegeben im Himmel und auf der Erde. 19 Darum geht zu allen Völkern und macht alle Menschen zu meinen Jüngern; tauft sie auf den Namen des Vaters und des Sohnes und des Heiligen Geistes, und lehrt sie, alles zu befolgen, was ich euch geboten habe. Seid gewiss: Ich bin bei euch alle Tage bis zum Ende der Welt.“

Der sogenannte Missionsbefehl richtet sich an Christen, die teilweise noch zweifeln. Die Befürworter der Kindertaufe schließen daraus, dass vollkommener Glaube weder beim Taufenden noch beim Täufling vorausgesetzt werde. Die menschliche Unzulänglichkeit rückt gegenüber dem von Gott gegebenen Auftrag und Christi Vollmacht (Vers 18) in den Hintergrund. Aus diesem Grund taufen die Kirchen auch Kinder.
Außerdem folgt in den Versen 19 und 20 die Lehre auf die Taufe, so dass die Reihenfolge Taufe und Lehre bei der Kindertaufe hier einen biblischen Anhaltspunkt hat. Allerdings muss hier einschränkend erwähnt werden, dass der erste Befehl lautet, die Menschen zu Jüngern (Nachfolgern) zu machen. Viele halten es für unwahrscheinlich, dass Jesus damit Säuglinge meinte.
Als drittes Argument wird angeführt, dass der Auftrag Jesu dezidiert eine Taufe der Völker meine, und zu den Völkern gehören sowohl Erwachsene als auch Kinder, sowohl Gläubige als auch Zweifler.
Die Gegner der Kindertaufe verweisen auf Berichte der Apostelgeschichte (z. B. 8,36–38 ; 16,30–34 ), wonach sich Menschen taufen ließen, nachdem sie einer Predigt zugehört und diese bejaht hatten. Das sei insbesondere bei sehr kleinen Kindern kaum möglich, also fehle bei solchen die Voraussetzung zur Taufe.

### Die Kindertaufe in der Alten Kirche

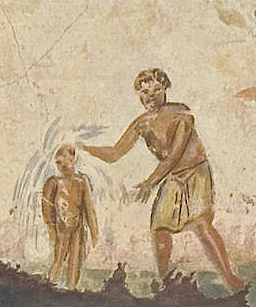
Eine der frühsten Darstellungen einer Taufe in der Calixtus-Katakombe (3. Jh.) zeigt die Taufe eines Kindes.

Seit dem späten 2. Jahrhundert n. Chr. liegen eindeutige Hinweise dafür vor, dass Säuglings- und Kindertaufen praktiziert wurden:
- Tertullian, * um 160, Jurist und christlicher Schriftsteller aus Nordafrika, lehnte in seinem Werk De baptismo die Taufe von Kindern ab, aus Sorge, diese könnten sich später der Taufe nicht würdig erweisen. Die Gültigkeit einer Taufe von Kindern stellt er nicht in Frage. Seine Ausführungen belegen, dass zu seiner Zeit die Praxis der Kindertaufe existierte.[3]
- Origenes, * um 185, Theologe in Caesarea in Palästina, behauptete in seinen Schriften, die z. T. später verurteilt wurden, dass die Kindertaufe apostolisch sei, d. h. schon in der Urchristenheit ausgeübt wurde. Er hielt sie für geboten, da die präexistente Seele des Neugeborenen durch Zeugung und Geburt befleckt sei.
- Cyprian, * um 200, Bischof von Karthago, befürwortete eine Taufe sofort nach der Geburt, um ihr Heil nicht zu gefährden, da sie von der Erbsünde betroffen sei. Als weiteres Argument nannte er: Denn sowenig Gott auf die Person sieht, ebenso wenig sieht er auf das Alter, da er sich allen, die die himmlische Gnade erlangen wollen, ohne jeden Unterschied als Vater erweist.[4]
- Die Traditio Apostolica, eine Kirchenordnung um 220, berücksichtigt die Taufe auch von Kleinkindern, für welche deren Eltern sprechen sollen. Normalfall ist allerdings die aktive Antwort der Täuflinge auf drei Tauffragen.

Inschriften und Berichte aus selbiger Zeit belegen, dass Kinder wie Erwachsene oft erst auf dem Sterbebett getauft wurden. Eine generelle Taufe kleiner Kinder wurde folglich noch nicht praktiziert.

#### Augustinus und die Lehre von der Erbsünde
Der theologische Disput zwischen Augustinus und Pelagius ist symptomatisch für die spätere Diskussion um die Kindertaufe. In diesem Streit um die Sünde des Menschen und die Gnade Gottes ging es insbesondere um die Erbsünde und die Größe der Gnade Gottes. Dabei war für Augustinus die bestehende kirchliche Übung, auch kleine Kinder zu taufen, ein Beleg für das Vorhandensein ererbter Schuld. Der Glaube könne später dazutreten. Die Säuglingstaufe sei dabei besonders empfehlenswert, weil das unmündige Kind der heiligen Handlung noch keine widersetzlichen Gedanken entgegensetzen könne.
Da die Säuglingstaufe als Ausdruck der Gnade angesehen wurde, verschärften sich in der Folge die Positionen. Die Kirche entschied sich nach einigem Schwanken für die augustinische Position und ordnete in der 4. Synode von Karthago 418 die Taufe von Kindern christlicher Eltern bald nach der Geburt an, „um sie der Gefahr der Verdammnis zu entreißen, die ihnen droht, falls sie ungetauft sterben“. Ebenfalls ist dort von einer Art „Zwischenhimmel“ für ungetauft verstorbene Kinder die Rede. Diese Lehre vom Limbus infantium wurde im Mittelalter noch weiter spezifiziert, hat aber keine biblische Grundlage.
Auch die Deutung der Taufe als Sakrament, ein ebenfalls von Augustinus geprägter Ausdruck, führte dazu, dass sich das Verständnis der Taufe vom bewussten Eintritt unter die Herrschaft Christi zu einem Heilswerk (opus operandum) wandelte, das vollzogen werden musste, um Anteil an der göttlichen Sphäre zu erlangen.

#### Ostkirche
In den nichtlateinischen Ostkirchen wurde Augustinus’ Erbsündenlehre zwar nicht wahrgenommen, jedoch schon früh die Taufe wie die übrigen Sakramente als „Heiliges Geheimnis“ angesehen, das niemandem vorenthalten werden darf. So lehrte der Kirchenvater Hieronymus um 350 ganz selbstverständlich die Kindertaufe als die bessere Variante. Allerdings sind Cyprian und Hieronymus zwar voraugustinische, aber doch westliche Kirchenväter, die daher den Ostkirchen zwar noch näher stehen als spätere westliche Theologen, aber dennoch nicht unbedingt repräsentativ für diese sind.
Der östliche Kirchenvater Gregor von Nyssa argumentierte wenig später in seiner Schrift Über den frühen Tod von Säuglingen, dass Gott nicht so ungerecht sei, dass er ein Neugeborenes, das noch keine Gelegenheit zum Sündigen hatte, einem langjährigen Sünder gleichstellen würde. Der Gedanke, dass ein älteres Kind ungetauft stürbe, kam ihm gar nicht in den Sinn, so selbstverständlich war die Kindertaufe bereits. Entsprechend diesem Glauben, dass ein ungetauft gestorbener Säugling keineswegs der Verdammnis ausgeliefert ist, wird in den Ostkirchen meist etwas später getauft als in der römisch-katholischen Kirche; üblich ist die Taufe am vierzigsten Lebenstag. Das vollständige Untertauchen des Täuflings ist hier immer beibehalten worden.

#### Weitere theologische Argumente
Neben der Erbsündenlehre diente die typologische Deutung der Beschneidung auf die Taufe zur theologischen Begründung der Kindertaufe. Da Jesus wie jeder jüdische Junge am achten Lebenstag durch die Beschneidung in den Alten Bund eintrat, so sollen die Christen ihre Kinder auch als Säuglinge mit der Taufe in den Neuen Bund eintreten lassen. In Kol 2,11  wird die Taufe als „Beschneidung durch Christus“ bezeichnet. Die sich im Vers 12 anschließende Interpretation von Taufe und Glaube als ein „Begrabenwerden und Auferstehen“ sei schon von der inneren Logik her ein weiteres Argument für die Taufe zu Beginn des Lebens als zeitlich und sachlich „zuvorkommende“ Handlung Gottes, der Glaube hingegen sei die notwendige, aber sekundäre Antwort des Menschen.

#### Staatsreligion

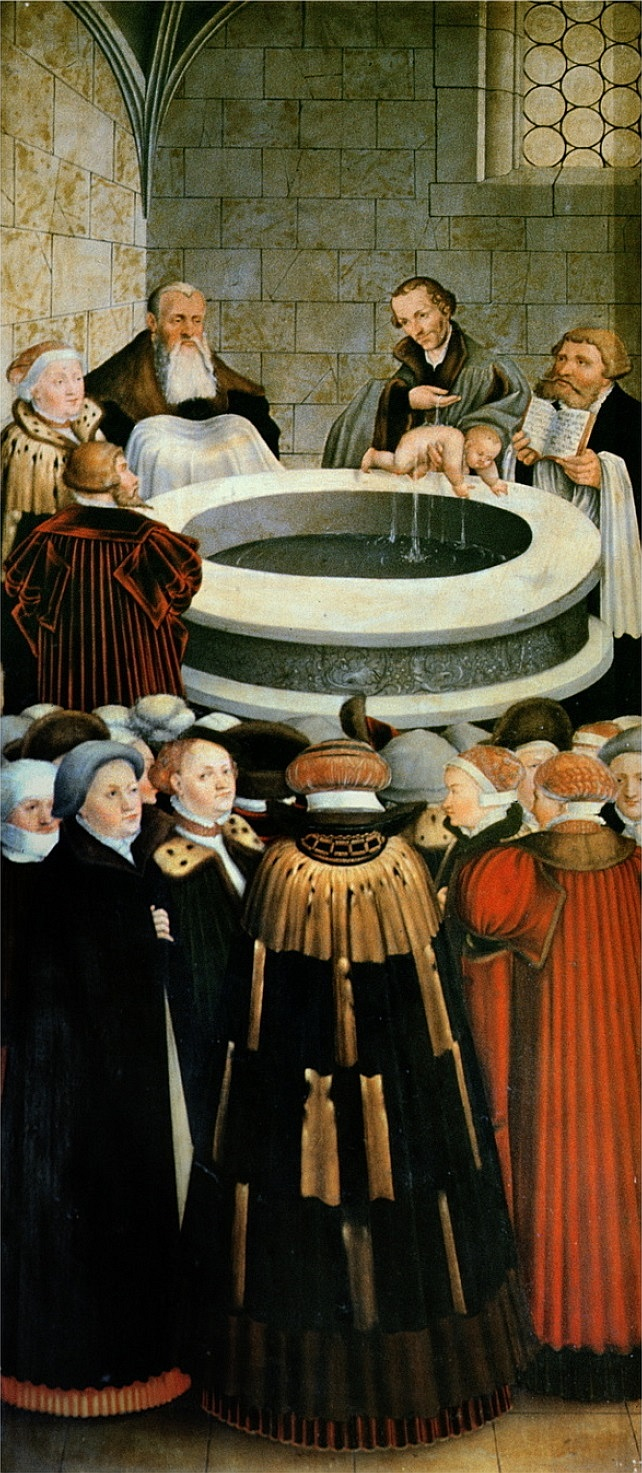
Philipp Melanchthon tauft einen Säugling (Gemälde von Lucas Cranach d. J.)

Dass die Kindertaufe zunehmend die Regel wurde, hatte einen weiteren Grund in der im 4. Jahrhundert erfolgten öffentlichen Anerkennung der christlichen Religion im Römischen Reich. Am 30. April 311 erließ Kaiser Galerius sein Toleranzedikt, und im Frühjahr 313 Kaiser Konstantin die Mailänder Konvention, in der auch dem Christentum die Religionsausübung unbeschränkt gestattet wurde. Der Entwicklung von einer jüdischen Sekte hin zu einer Volksreligion – wie sie das Judentum auch schon gewesen war – war damit für das römische Reich eingeleitet. Durch das Dreikaiseredikt im Jahr 380 und durch das Verbot heidnischer Kulte im Jahr 391 wurde schließlich die christliche Kirche römische Staatsreligion. Eine Zwangszugehörigkeit der Bürger zur christlichen Religion gab es allerdings nicht.
Die Taufe Erwachsener ist zu keiner Zeit der Kirchengeschichte außer Gebrauch gekommen. Die traditionellen Taufordnungen der Kirchen katholischen Typs sind auf sie hin ausgerichtet und berücksichtigen die Taufe von Kleinkindern eher nebenbei, z. B., dass sie noch nicht laufen und sprechen können, daher ein Erwachsener sie tragen und an ihrer Stelle sprechen muss. Eine das Kindsein des Täuflings voll berücksichtigende Taufordnung liegt erst seit der Liturgiereform nach dem Zweiten Vatikanum vor.

### Kontroverse um die Kindertaufe in der Reformationszeit
In der Reformationszeit wurde die Praxis der Kindertaufe weitgehend und selbstverständlich fortgesetzt. Doch erstmals seit der Antike wurde die Berechtigung der Kindertaufe auch in Frage gestellt, nun mit neuer Argumentation. Es waren vor allem die Täufer, die sie radikal ablehnten. Im ersten Artikel des von Michael Sattler zusammengestellten Schleitheimer Bekenntnisses von 1527 heißt es: 

„Die Taufe soll allen denen gegeben werden, die über die Buße und Änderung des Lebens belehrt worden sind und wahrhaftig glauben, dass ihre Sünden durch Christus hinweg genommen sind, und allen denen, die wandeln wollen in der Auferstehung Jesu Christi und mit ihm in den Tod begraben sein wollen, auf daß sie mit ihm auferstehen mögen, und allen denen, die es in solcher Meinung von uns begehren und von sich selbst aus fordern. Damit wird jede Kindertaufe ausgeschlossen, des Papstes höchster und erster Greuel. Dafür habt Ihr Beweise und Zeugnisse in der Schrift und Beispiele bei den Aposteln (Matth. 28,19; Mark. 16,16; Apg. 2,38; 8,36f.; 16,31.33; 19,4f.). Dabei wollen wir einfältig, aber doch fest und mit Gewissheit bleiben.“

Zwingli hielt die Taufe, wie auch das andere Sakrament, das Abendmahl, nur für ein äußeres Symbol, das selber nichts bewirke. Mit ihm beginnt die Deutung der Taufe, die im reformierten Zweig (Schweiz, Niederlande) der evangelischen Bewegung zu einem stärkeren Auseinandertreten von Geist (wirkt das Heil) und Ritus (bezeichnet das Heil) führt. Zwingli gab schon 1519 den Glauben auf, dass Kinder, die ungetauft sterben, für das ewige Heil verloren seien. 1521 nannte er die Lehre, dass die Taufe von der Erbsünde reinigen könne, einen Aberglauben. Diese Distanzierung zur bisherigen Tauftheologie führte allerdings nicht zur grundsätzlichen Ablehnung der Kindertaufe. Vielmehr wird die Kindertaufe in der reformierten Theologie nach Ulrich Zwingli als Bundeszeichen des neuen Bundes betrachtet – analog zur Beschneidung, dem Symbol des Alten Bundes. Da die Beschneidung an männlichen Kindern bis zum 8. Tag vollzogen werden soll (Genesis 17,12, vgl. Lukas 2,21), sei die Taufe religionsunmündiger Kinder ebenfalls geboten (vgl. Kol 2,11–12  zum Parallelismus zwischen Beschneidung und Taufe). Auch gehe dieser Bundesschluss und die göttliche Erwählung, die im Sakrament der Taufe sichtbar wird, immer dem Glauben voraus. Auch aus politischen Gründen distanzierte sich Zwingli von den Täufern, weil diese die Trennung von Kirche und Staat wollten. Er befürchtete, dass die Reformation in Zürich dadurch scheitern könnte und der Katholizismus wieder eingeführt würde.
Martin Luther betonte: Jeder ist unwürdig, die Taufe zu empfangen. Er berief sich auf die Gnade Gottes, die ohne Verdienst erlangt wird, und leitete daraus auch die Taufe eines unmündigen Kindes ab. So schrieb Luther im Großen Katechismus:

„Darnach sagen wir weiter, dass uns nicht die größte Macht daran liegt, ob, der da getauft wird, glaube oder nicht glaube; denn darum wird die Taufe nicht unrecht, sondern an Gottes Wort und Gebot liegt es alles. … das ist, wenn das Wort bei dem Wasser ist, so ist die Taufe recht, ob schon der Glaube nicht dazu kommt; denn mein Glaube macht nicht die Taufe, sondern empfängt die Taufe.“

Gegen die taufgesinnte Bewegung schreibt er:

„Sie aber, die Schwärmergeister, sind so verblendet, dass sie Gottes Wort und Gebot nicht sehen und die Taufe und Obrigkeit nicht weiter ansehen denn als Wasser im Bach und Töpfen oder als einen andern Menschen, und weil sie keinen Glauben noch Gehorsam sehen, soll es an sich selbst auch nichts gelten. Da ist ein heimlicher, aufrührerischer Teufel, der gern die Krone von der Obrigkeit reißen wollte dass man sie darnach mit Füßen trete, dazu alle Gottes Werke und Ordnungen uns verkehren und zunichte machen. Darum müssen wir wacker und getröstet sein und uns von dem Worte nicht lassen weisen noch wenden, dass wir die Taufe nicht lassen ein bloß lediges Zeichen sein, wie die Schwärmer träumen.“

„Und ich wollt hoch und teuer drum wetten, dass der Teufel durch die Rottengeister und Wiedertäufer eben das im Sinn hat und nur darum die Kindertaufe aufheben und nur die Alten und Großen taufen will. Denn seine [des Teufels] Gedanken sind gewiß die: wenn ich die Kindertaufe weg habe, so will ich mit den Alten schon so weit kommen, dass sie die Taufe verziehen und aufschieben, bis sie ausgebubet haben, oder bis aufs letzte Stündlein, außerdem will ich sie schon fein von der Predigt abhalten, dass sie mir weder von Christus noch von der Taufe etwas lernen und halten …“

Johannes Calvin befürwortete von Anfang an die Beibehaltung der Kindertaufe. Seine Theologie der Kindertaufe wird später so zusammengefasst:

„Soll man auch die jungen Kinder taufen?
Ja; denn weil sie, ebenso wie die Alten, in den Bund Gottes und in seine Gemeinde gehören (1.Mose 17,7) und ihnen in dem Blut Christi die Erlösung von den Sünden (Mt 19,14) und der Heilige Geist, der den Glauben wirkt, nicht weniger als den Alten zugesagt wird (Lk 1,14.15; Ps 22,11; Jes 44,1–3; 46,3.4; Apg 2,39), so sollen sie auch durch die Taufe als das Bundeszeichen der christlichen Kirche eingeleibt und von den Kindern der Ungläubigen unterschieden werden (Apg 10,47), wie es im Alten Testament durch die Beschneidung geschehen ist (1.Mose 17,14), an deren Stelle im Neuen Testament die Taufe eingesetzt wurde (Kol 2,11–13).“

Schließlich werden in der von Philipp Melanchthon verfassten Confessio Augustana, dem Glaubensbekenntnis der Lutherischen Kirche, die Täufer, die nicht nur dort als Wiedertäufer bezeichnet werden, mit ihrer Ablehnung der Kindertaufe fünfmal verdammt (CA, Artikel 5, 9, 12, 16 und 17).
Johannes Bugenhagen betonte in seinen Kirchenordnungen die Notwendigkeit der Kindertaufe, damit niemand, auch die Kinder nicht, aus der christlichen Gemeinschaft ausgeschlossen sei. Damit die Kinder aber lernten, bei Christus zu bleiben, legte er großen Wert auf christliche Erziehung. Zu diesem Zweck wurden Schulen gegründet.

### Gegenwart
Die Kindertaufen sind in Deutschland rückläufig. Jährlich werden etwa 345.000 Menschen in Deutschland getauft. Laut Zahlen der Deutschen Bischofskonferenz und der Evangelischen Kirche in Deutschland teilt sich diese Zahl in 180.000 evangelische und 165.000 katholische Taufen.
Eine Alternative zur Kindertaufe ist die "freie Taufe". Eine freie Taufe kann sowohl mit als auch ohne religiöse Inhalte gestaltet sein. Der Name „freie Taufe“ ist dabei meist irreführend gewählt, da es sich eher um ein familiäres Willkommensritual von Kindern handelt, als um eine Taufe im eigentlichen Sinne. In Deutschland werden nur ungefähr die Hälfte aller Kinder kirchlich getauft. Freie Taufen werden von freien Rednern oder freien Theologen angeboten.
Es gibt aber auch Pastoren, die freie Taufen anbieten. Zumeist sind diese Mietpastoren Freikirchliche Geistliche, die sowohl weltanschaulich neutrale als auch Taufzeremonien mit christlichen Elementen anbieten.

#### Evangelisch
In der Gegenwart ist die volkskirchliche Praxis der Kindertaufe vor allem innerhalb der protestantischen Kirchen neu diskutiert worden. Ausgangspunkt dieser Diskussion war die 1967 erschienene Schrift des reformierten Theologen Karl Barth „Die Taufe als Begründung des christlichen Lebens“. Barth unterscheidet in dieser Schrift zwischen Wassertaufe und Taufe durch den Heiligen Geist. Die Wassertaufe sei Menschenwerk, die Taufe mit dem Heiligen Geist sei Gottes Werk. Beides müsse deutlich voneinander unterschieden werden. Während sich in der „Geistestaufe“ Gott dem Menschen zuwende, wende sich in der Wassertaufe der Mensch Gott zu. Aus diesem Grund plädierte Barth für die Erwachsenentaufe als die menschliche „Antwort des Glaubens“.
Dagegen vertrat der lutherische Neutestamentler Joachim Jeremias die Ansicht, dass die Kinder- und Säuglingstaufe schon früh in der Alten Kirche praktiziert wurde. Er begründete das mit dem kollektiven Denken der Antike und des Judentums zur Zeit Jesu, also dem Denken im Sozialverband (Oikos = „Haus“, Familie, Polis = Gemeinwesen) im Gegensatz zum neuzeitlichen Individualismus, sowie mit der jüdischen Proselytentaufe, die auch schon an Kindern vollzogen wurde. Nach Jeremias ist es für einen antiken Menschen schlechterdings nicht vorstellbar, Kindern die Taufe vorzuenthalten, die zu seinem Haus gehören (siehe Haustaufen im Neuen Testament).
Die Evangelische Kirche in Deutschland hat zu Pfingsten 2008 eine „Orientierungshilfe zu Verständnis und Praxis der Taufe in der evangelischen Kirche“ herausgegeben, die den aktuellen Stand der Diskussion innerhalb der EKD darstellt. Dort heißt es zur Kindertaufe: „Verstehen wir den Glauben ausschließlich als subjektiven Glauben, als eine persönliche Entscheidung für Gott und als einen bewussten Akt des Vertrauens auf Gott, so muss die Kindertaufe in der Tat problematisch werden. Verstehen wir dagegen, wie die allermeisten biblischen Texte, Glauben vorrangig als Geschenk und als ein Kraftfeld, in dem wir leben, so können Säuglinge und kleine Kinder guten Gewissens getauft werden. Da Glauben aber immer beides ist – sowohl Gabe als auch persönliche Aneignung … –, praktizieren die allermeisten christlichen Kirchen sowohl die Säuglings- als auch die Mündigentaufe und treten so einem einseitigen Verständnis von Glauben entgegen. Im Gespräch mit baptistischen Mitchristen sollte dafür geworben werden, dass vor dem Hintergrund des gesamtbiblischen Zeugnisses über den christlichen Glauben die Gültigkeit einer Säuglingstaufe mindestens respektiert wird, wie umgekehrt die evangelischen Kirchen so neu auf Chancen und Möglichkeiten der Erwachsenentaufe aufmerksam werden können.“ (Seite 38) „Theologisch muss festgehalten werden, dass die Taufe nicht geeignet ist, Ausdruck einer aktiven Antwort des Glaubenden zu sein; sie setzt nicht die Mündigkeit und den Glauben voraus, sondern ruft ihn hervor. Die Taufe von Säuglingen ist von daher eine Anerkennung der Voraussetzungslosigkeit des Handelns Gottes.“ (Seite 43)
Ein Großteil der evangelischen Freikirchen wie die Baptisten und die den Täufern zugehörenden Mennoniten lehnen die Kindertaufe ab und vertreten stattdessen die Bekenntnistaufe, die ein Bekenntnis des mündigen Menschen zum Glauben voraussetzt.

#### Katholisch
Für die römisch-katholische Kirche setzt jede Taufe den christlichen Glauben voraus. Kleine Kinder (vor dem Einschulungsalter) werden im „Glauben der Kirche“ getauft, wenn ihre Erziehung im christlichen Glauben als gewährleistet anzunehmen ist. Eine Frage nach dem Glauben dieser Kinder erfolgt im heutigen Taufgottesdienst daher nicht. Vielmehr werden Mutter und/oder Vater nach ihrem, d. h. der Erwachsenen, persönlichen Glauben befragt und der Glaube der Kirche bekannt. Kinder im Schulalter, Heranwachsende und Erwachsene können die Taufe nur dann empfangen, wenn sie vor dieser ihren persönlichen Glauben öffentlich bekannt haben.
Das heutige Kirchenrecht, wie auch die Anweisungen der Kirche, die im Ritual der Kindertaufe veröffentlicht wurden, bestehen darauf, dass die Hoffnung auf eine Erziehung im katholischen Glauben eine Bedingung für die Kindertaufe ist. Dies wirft eine Reihe von neuen Fragen auf und hat die Bischöfe einiger deutschsprachiger Länder dazu veranlasst, die Taufe in zwei Stufen zu erlauben.

#### Kirche Jesu Christi der Heiligen der Letzten Tage
Nach dem Verständnis der Kirche Jesu Christi der Heiligen der Letzten Tage ist ein Kind durch das Sühnopfer Christi von der Wirkung der Erbsünde gereinigt und schuldlos, bis es das Alter der Verantwortlichkeit erreicht. Es ist also nicht in der Lage zu sündigen und braucht daher die Taufe nicht. Im Buch Mormon wird das begründet:

„Siehe, ich sage dir: Dies sollt ihr lehren: Umkehr und Taufe für diejenigen, die verantwortlich sind und imstande, Sünde zu begehen; ja, lehrt die Eltern, daß sie umkehren und sich taufen lassen und sich wie ihre kleinen Kinder demütigen müssen, dann werden sie alle mit ihren kleinen Kindern errettet werden. Und ihre kleinen Kinder brauchen keine Umkehr und keine Taufe. Siehe, die Taufe ist für die Umkehr, um die Gebote zu erfüllen, die der Sündenvergebung dienen. Doch die kleinen Kinder sind in Christus lebendig, ja, von der Grundlegung der Welt an; wäre es nicht so, dann wäre Gott ein parteiischer Gott und auch ein veränderlicher Gott und würde auf die Person sehen, denn wie viele kleine Kinder sind doch ohne Taufe gestorben! Wenn also kleine Kinder ohne Taufe nicht errettet werden könnten, hätten sie in eine endlose Hölle kommen müssen. Siehe, ich sage dir: Wer da meint, kleine Kinder brauchten die Taufe, der befindet sich in der Galle der Bitternis und in den Banden des Übeltuns, denn er hat weder Glauben noch Hoffnung noch Nächstenliebe; darum muß er, falls er abgeschnitten wird, solange er noch so denkt, in die Hölle hinabgehen. Denn furchtbar ist die Schlechtigkeit, anzunehmen, Gott errette das eine Kind wegen der Taufe, und das andere müsse zugrunde gehen, weil es keine Taufe gehabt hat.“

Kinder werden erst mit Vollendung des achten Lebensjahres getauft, sofern sie selbst das wollen und ihre Eltern zustimmen. Mit acht Jahren haben sie das Alter der Verantwortlichkeit erreicht und können sündigen. Die Eltern haben die Pflicht, ihre Kinder zur Taufe zu führen. Neugeborene oder kleine Kinder von Neubekehrten werden von einem Träger des melchisedekischen Priestertums (meist der Vater) gesegnet.

## Kindertaufe und Namensgebung
Die Frage des Pfarrers nach dem Namen der Täuflings bei der oft nur wenige Tage nach der Geburt vollzogenen Säuglingstaufe hat zu einem verbreiteten Missverständnis geführt, was die Beziehung von Taufe und Namensgebung angeht. Dieses Missverständnis drückt sich unter anderem in folgenden Wörtern aus: Schiffstaufe und sich umtaufen lassen (sinnbildlich für: einen Namenswechsel vornehmen). Die Säuglingstaufe hat diesem Missverständnis Vorschub geleistet, da sie an Neugeborenen vollzogen wird und somit Namensgebung und Taufe in einem engen zeitlichen Rahmen zusammen bringt. Die neutestamentliche Taufe hat ursprünglich mit einer Namensgebung des Täuflings nichts zu tun. Täuflinge wurden und werden auf den Namen des dreieinigen Gottes beziehungsweise auf den Namen Jesus getauft, nicht auf ihren eigenen. Deutlich wird das in der katholischen Liturgie, wo die Eltern zu Anfang der Feier heute gefragt werden: „Welchen Namen haben Sie Ihrem Kind gegeben?“ Es besitzt also bereits seinen persönlichen Namen, noch bevor es „im Namen“ der Dreifaltigkeit getauft wird.
In der frühen Kirche (nicht allerdings zur Zeit des Neuen Testaments) und im Rahmen der Mission war es hin und wieder üblich, dass auch mündig Getaufte ihren alten heidnischen Namen ablegten und sich einen neuen – meist biblischen – Namen zulegten. Dieser Usus spiegelt sich noch in der Sitte, anlässlich der Firmung einen zusätzlichen Firmnamen anzunehmen.

## Vorstellungen der Volksfrömmigkeit im Zusammenhang mit der Kindertaufe
Aus der großen Angst heraus, das Neugeborene könne vor der Taufe sterben und so nicht in den Himmel, sondern nur in den Limbus infantium gelangen, begannen sich ab dem Mittelalter allerlei Bräuche um die Taufe zu scharen. So durfte das ungetaufte Kind nicht das Haus verlassen, und man vermied, seinen Namen auszusprechen. Man glaubte auch, dass die Eigenschaften oder das Verhalten der Paten und der Mutter am Tauftag Auswirkungen auf das spätere Leben des Kindes habe oder deutete das Verhalten des Kindes als Vorzeichen.
Die Sorgen um das Seelenheil ungetauft verstorbener Kinder führten auch zu Taufen im Mutterleib, zu Traufkinderbestattungen oder zu Wallfahrten.